# Oniria (roman d'horreur)
Oniria est un roman d'horreur de l'auteur québécois Patrick Senécal publié en 2004 par les éditions Alire.
Dave, Jef, Éric et Loner, quatre meurtriers qui sont évadés du pénitencier de Donnacona, tentent de passer une longue nuit dans une villa baptisée sous le nom d'Oniria, appartenant au docteur Vivianne Léveillé, la psychiatre du pénitencier de l'endroit. Le quatuor fait une violation de domicile et découvre que la demeure possède un sous-sol qui a l'allure d'un « bunker » et renferme un dédales de corridors et de plusieurs pièces. Les dimensions du sous-sol sont plus de deux fois supérieure à la superficie de la maison. En explorant cette mystérieuse cave, ils découvrent que le sous-sol héberge des psychopathes meurtriers beaucoup plus dangereux. Ils projettent des illusions, qui ont vraiment l'air réelles, provenant de leurs propres rêves. Pris au piège par leurs hôtes, les quatre criminels vont devoir affronter ces illusions cauchemardesques et tenter de s'échapper à tout prix de cet enfer pour survivre.

## Résumé
- Au premier chapitre du roman, Dave se souvient encore des faits saillants : de son passé violent, de la découverte du corps de sa conjointe Sonia qui a été poignardée à mort.
- Sachant que toutes les issues de la ville sont bloquées par des barrages policiers, Dave propose à ses comparses de s'introduire chez le docteur Léveillé pour y passer la nuit jusqu'au lendemain matin, dès que la police lève le siège pour aller s'exiler aux États-Unis.
- À la conclusion du roman, Vivianne, Zorn et Éva furent tués par les rêves des internés tandis que Loner demeure au sous-sol afin de poursuivre sa quête pour découvrir la fameuse machine à projeter les rêves, ce dernier et les deux sosies (Dave et David) sont les seuls survivants d'Oniria.
- À la toute fin du roman, Dave et David réussissent à quitter Oniria et vont refaire leur vie.

## Personnages
- David « Dave » d'Or :

Dave est le personnage central de l'histoire. Décrit comme paranoïaque, insécur et prudent, Il est condamné pour le meurtre de sa conjointe, il n'a jamais cessé de clamer son innocence depuis son arrestation. Maintenant évadé du pénitencier, Dave veut se lancer à la poursuite de celui qui a réellement tué sa conjointe et l'a fait envoyer en prison à sa place. Il est opposant à la violence et propose à la bande de passer la nuit chez Vivianne avant d'aller en destination des États-Unis. Il est aussi la projection de David d'Or. 
- Normand « Loner » Gagnon :

Surnommé « Loner » en raison de sa taciturnité, il est le plus intelligent du quatuor d'évadés. Loner est très impénétrable, il aurait un côté obscur et que sa personnalité serait très machiavélique.
- Jean-François « Jef » Fortin :

Jef est le personnage plus instable du roman, faisant partie du quatuor d'évadés, il est un psychopathe à la fois arrogant, agressif, antisocial, impulsif, narcissique et violent, une véritable bombe à retardement. Lors de son évasion, Jef refuse de collaborer avec ses comparses car il préfère prendre lui-même ses décisions à chaque fois qu'il a une arme sur lui dont il est hors de contrôle.
- Éric Tétreault :

Le plus docile des criminels en cavale, Éric suit toujours les ordres à la lettre. Il se dispute souvent avec Jef pour des propos homophobes à son endroit, il refusait d'admettre à tout le monde son orientation sexuelle durant son intrusion à Oniria.
- Docteur Vivianne Léveillé :

Principal antagoniste du roman, psychiatre du pénitencier de Donnacona, vit dans la somptueuse résidence d'Oniria. Vivianne est une femme très froide, elle a une faible estime d'elle-même et elle est parfois très présomptueuse au moment de ses expériences scientifiques en traitant son époux Angus Zorn comme un chien.
- Angus Zorn :

Scientifique d'origine Suisse, mari de Vivianne Léveillé, Zorn est handicapé et se déplace en fauteuil roulant: il est privé de ses deux jambes. Ayant une attitude cynique et sarcastique, il serait l'inventeur de la fameuse machine à projeter les rêves dans le sous-sol d'Oniria. 
- Éva :

Travaillant comme bonne, Éva est une jeune femme très sexy et extravagante ; elle serait obsédée par la fellation.

## Anecdotes
- Un des cobayes psychopathes d'Oniria, un dénommé Archambeault, policier de Montréal qui a assassiné un groupe d'enfants devant le jardin botanique est celui qui a déjà été apparu dans le roman Sur le seuil de Patrick Senécal. Ce même personnage a comme personnage onirique un prêtre chauve mystérieux, qu'il pourrait s'agir nul-autre que Henri Pivot, ex-vicaire de Mont-Mathieu, également apparu dans le roman « Sur le seuil ».